# Франк, Клеменс
Клеменс Франк (нем. Clemens Frank; род. 21 февраля 1961 года) — западно-германский пловец в ластах.

## Карьера
На чемпионате мира 1982 года в Москве завоевал бронзу.
На вторых Всемирных играх завоевал три золота: на 400-метровке в акваланге, а также в двух эстафетах (4х100 и 4х200).